# Cernusco sul Naviglio
Cernusco sul Naviglio é uma comuna italiana da região da Lombardia, província de Milão, com cerca de 26.387 habitantes. Estende-se por uma área de 13 km², tendo uma densidade populacional de 2030 hab/km². Faz fronteira com Cologno Monzese.

## Demografia
| Variação demográfica do município entre 1861 e 2011                               |
|                                                                                   |
| Fonte: Istituto Nazionale di Statistica (ISTAT) - Elaboração gráfica da Wikipedia |